# 13269 Dahlstrom
13269 Dahlstrom è un asteroide della fascia principale. Scoperto nel 1998, presenta un'orbita caratterizzata da un semiasse maggiore pari a 2,4090487 au e da un'eccentricità di 0,0824113, inclinata di 5,49390° rispetto all'eclittica.
L'asteroide è dedicato allo studente statunitense Kurt Martin Dahlstrom.